# Nattesferd
Nattesferd è il terzo album in studio del gruppo musicale norvegese Kvelertak, pubblicato nel 2016.

## Tracce
1. Dendrofil for Yggdrasil – 5:40
2. 1985 – 5:33
3. Nattesferd – 5:03
4. Svartmesse – 3:34
5. Bronsegud – 2:57
6. Ondskapens Galakse – 5:33
7. Berserkr – 4:54
8. Heksebrann – 9:05
9. Nekrodamus – 4:47

## Formazione
- Erlend Hjelvik – voce
- Vidar Landa – chitarra
- Bjarte Lund Rolland – chitarra, piano
- Marvin Nygaard – basso
- Maciek Ofstad – chitarra, voce
- Kjetil Gjermundrød – batteria